# Sénéchal des comtés de Provence et de Forcalquier
Le Sénéchal des comtés de Provence et de Forcalquier, ou par abus de langage, le Sénéchal de Provence est un officier du comté de Provence et du Comté de Forcalquier qui représente le comte, dans chacune de ces seigneuries, pendant son absence.

## Évolution de la charge et de la fonction

### Suppression de la fonction
Lorsque Georges de Marle quitte ses fonctions en 1400, il n'est pas remplacé. Le roi Louis II nomme son frère, Charles, Prince de Tarente, vice-roi. De 1401 à 1404, Jean Le Voyer et Jean de Tussey, les lieutenants du vice-roi, détiennent les pouvoirs du sénéchal et en exercent les fonctions.
En avril 1404, Pierre d’Acigné, lieutenant du roi de Naples, reçoit les pouvoirs de sénéchal de Provence dont le titre lui fut conféré le 5 janvier 1405.

## Liste des sénéchaux des comtés de Provence et de Forcalquier

### SousCharles I d'Anjou-Naples
- 1246 Amaury de Turrio[1].
- 1247 Amaury de Turrio[1],[2],[note 1].
- 1248 Amaury de Turrio[1].
- 1249 Pierre d’Escantillis[1],[2].
- 1251 Hugues d'Arsis[3].
- 1257 Otton de Fontaine[4].
- 1259 Gauthier d'Alivet[5]
- 1262 Guillaume Estendart[1],[6],[note 2].
- 1263 Pierre Deviens (de la Maison de Simiane).
- 1266 Guillaume Estandard[7].
- 1267 Guillaume Étendard.
- 1268 Guillaume Étendard[8].
- 1269[9] Guillaume de Gonesse.
- 1271 Guillaume de Gonesse[10].
- 1270 Guillaume de Gonesse[11].
- 1272 Amelin d'Agoult, seigneur de Curbans et de Claret.
- 1275 Guillaume de Lagonessa.
- 1277 Pierre de Vins[12]
- 1278 Guillaume de Lagonessa[13].
- 1281 Guillaume de Lagonessa et Jean de Borlacio[14]
- 1286 Philippe de Laveno[15]
- 1287 Philippe de Laveno[15]

### Sous leRoi Robert
- 1291 Hugues de Voisins[16].
- 1294 Hugues de Voisins[17].
- 1295 Hugues de Voisins[18].
- 1296 Hugues de Voisins[19]
- 1297 Hugues de Voisins
- 1298 Ricard de Gambatesa[20].
- 1298 Raynaud de Lecto[21]
- 1299 Raynaud de Lecto[22]
- 1301 Raynaud de Lecto[23]
- 1302 Ricard de Gambatesa[15]
- 1303 Ricard de Gambatesa[15]
- 1304 Ricard de Gambatesa[15]
- 1305 Ricard de Gambatesa[15]
- 1306 Ricard de Gambatesa[15]
- 1306 François de Lecto[24]
- 1307 Gérard de Saint Elpide[25]
- 1309 Ricard de Gambatesa[15]
- 1309 Raynald de Lecto[26].
- 1314 Tommaso di Marzano
- 1315 Raymond I de Baux, Comte d'Avellino[note 3]

| Robert Ier de Naples     |                       |                                                                                 |
| 1320,.                   | Leone di Reggio       |                                                                                 |
| 1321                     | Rinaldo di Scaletta   |                                                                                 |
| 1322                     | Rinaldo di Scaletta   |                                                                                 |
| 1323                     | Rinaldo di Scaletta   |                                                                                 |
| 1324                     | Rinaldo di Scaletta   |                                                                                 |
| 1325                     | Rinaldo di Scaletta   |                                                                                 |
| 1326                     | Rinaldo di Scaletta   |                                                                                 |
| 1327                     | Rinaldo di Scaletta   |                                                                                 |
| 1328                     | Rinaldo di Scaletta   |                                                                                 |
| 1329.                    | Jean d'Aigueblanche   |                                                                                 |
| 1331                     | Philippe de Sanguinet |                                                                                 |
| 1332                     | Philippe de Sanguinet |                                                                                 |
| 1333                     | Philippe de Sanguinet |                                                                                 |
| 1338                     | Philippe de Sanguinet |                                                                                 |
| 1339                     | Philippe de Sanguinet |                                                                                 |
| 1340                     | Philippe de Sanguinet |                                                                                 |
| 1342.                    | Philippe de Sanguinet |                                                                                 |
| Jeanne Ire de Naples     | 1343                  | Philippe de Sanguinet                                                           |
| Jeanne Ire de Naples     | 1343                  | Hugues II des Baux, comte d'Avellino.                                           |
| Jeanne Ire de Naples     | 1344                  | Hugues II des Baux, comte d'Avellino.                                           |
| Jeanne Ire de Naples     | 1345                  | Hugues II des Baux, comte d'Avellino.                                           |
| Jeanne Ire de Naples     | 1346                  | Philippe de Sanguinet                                                           |
| Jeanne Ire de Naples     | 1347                  |                                                                                 |
| Jeanne Ire de Naples     | 1348                  | Raymond d'Agoult.                                                               |
| Jeanne Ire de Naples     | 1349                  |                                                                                 |
| Jeanne Ire de Naples     | 1350                  | Boniface de Castellane                                                          |
| Jeanne Ire de Naples     | 1351                  | Pierre de Cadenet                                                               |
| Jeanne Ire de Naples     | 1352                  | Raymond d'Agout                                                                 |
| Jeanne Ire de Naples     | 1353                  | Fouque d'Agoult, seigneur de Sault, de Reillanne et du Luc,.                    |
| Jeanne Ire de Naples     | 1354                  | Fouque d'Agoult, seigneur de Sault, de Reillanne et du Luc,.                    |
| Jeanne Ire de Naples     | 1355                  | Fouque d'Agoult, seigneur de Sault, de Reillanne et du Luc,.                    |
| Jeanne Ire de Naples     | 1356                  | Jean Gantelme.                                                                  |
| Jeanne Ire de Naples     | 1357                  | Matthieu de Gesualdo.                                                           |
| Jeanne Ire de Naples     | 1358                  | Raymond d'agoult                                                                |
| Jeanne Ire de Naples     | 1359                  | Raymond d'agoult                                                                |
| Jeanne Ire de Naples     | 1360                  | Matthieu de Gesualdo.                                                           |
| Jeanne Ire de Naples     | 1361,                 | Ruggiero di Sanseverino.                                                        |
| Jeanne Ire de Naples     | 1362                  | Ruggiero di Sanseverino.                                                        |
| Jeanne Ire de Naples     | 1363                  | Fouque d'Agoult, marquis de Corfou, seigneur de Sault, de Reillanne et du Luc,. |
| Jeanne Ire de Naples     | 1364                  | Fouque d'Agoult, marquis de Corfou, seigneur de Sault, de Reillanne et du Luc,. |
| Jeanne Ire de Naples     | 1365                  | Fouque d'Agoult, marquis de Corfou, seigneur de Sault, de Reillanne et du Luc,. |
| Jeanne Ire de Naples     | 1366                  |                                                                                 |
| Jeanne Ire de Naples     | 1367                  |                                                                                 |
| Jeanne Ire de Naples     | 1388                  |                                                                                 |
| Jeanne Ire de Naples     | 1369                  | Raymond d'Agoult-Sault.                                                         |
| Jeanne Ire de Naples     | 1370                  | Nicolas Spinelli.                                                               |
| Jeanne Ire de Naples     | 1371                  | Nicolas Spinelli.                                                               |
| Jeanne Ire de Naples     | 1372                  | Nicolas Spinelli.                                                               |
| Jeanne Ire de Naples     | 1373                  | Nicolas Spinelli.                                                               |
| Jeanne Ire de Naples     | 1374                  | Nicolas Spinelli.                                                               |
| Jeanne Ire de Naples     | 1375                  | Nicolas Spinelli.                                                               |
| Jeanne Ire de Naples     | 1376                  | Nicolas Spinelli.                                                               |
| Jeanne Ire de Naples     | 1377,                 | Fouque d'Agoult, marquis de Corfou, seigneur de Sault, de Reillanne et du Luc,. |
| Jeanne Ire de Naples     | 1378                  | Fouque d'Agoult, marquis de Corfou, seigneur de Sault, de Reillanne et du Luc,. |
| Jeanne Ire de Naples     | 1379                  | Fouque d'Agoult, marquis de Corfou, seigneur de Sault, de Reillanne et du Luc,. |
| Jeanne Ire de Naples     | 1380                  | Fouque d'Agoult, marquis de Corfou, seigneur de Sault, de Reillanne et du Luc,. |
| Jeanne Ire de Naples     | 1381                  | Fouque d'Agoult, marquis de Corfou, seigneur de Sault, de Reillanne et du Luc,. |
| Jeanne Ire de Naples     | 1382                  | Fouque d'Agoult, marquis de Corfou, seigneur de Sault, de Reillanne et du Luc,. |
| Louis Ier d'Anjou-Valois | 1383                  | Fouquet d'Agoult, seigneur de Sault.                                            |
| Louis Ier d'Anjou-Valois | 1384                  | Fouquet d'Agoult, seigneur de Sault.                                            |
| Louis Ier d'Anjou-Valois | 1385                  | Pierre d'Aligné.                                                                |
| Louis II d'Anjou-Valois  | 1385                  | Fouquet d'Agoult, marquis de Corfou, seigneur de Reillanne et du Luc.           |
| Louis II d'Anjou-Valois  | 1386-1404             | George de Marle, seigneur du Luc et de Roquebrune.                              |